# Age of the Joker
Age of the Joker je deváté studiové album německé hardrockové hudební skupiny Edguy. Vydáno bylo 26. srpna 2011 společností Nuclear Blast. Skupina na něm použila ve sborech kombinaci dvojice mužských a ženských hlasů, čímž jsou podle producenta Saschy Paetha sbory „měkčí a pro heavy metal netypické“. Zároveň Edguy kromě klasických hardrockových prvků využili také motivy žánrů jako jsou country nebo blues. Zpěvák a skladatel Tobias Sammet o desce prohlásil, že je hrdý na to, že se kapela posunuje dál a nevrací se ke své starší tvorbě.
Přestože se deska setkala s různorodými reakcemi ze strany kritiků, v  žebříčcích prodejnosti si vedla dobře a stala se nejlépe prodávanou deskou v dosavadní historii Edguy. Kromě třetího místa v německé hitparádě Media Control Charts se Age of the Joker v první desítce umístil také v Česku a ve Švédsku, přičemž se jednalo o první album Edguy, které se dostalo do české hitparády. V první dvacítce prodejnosti se Edguy umístili také ve Švýcarsku, Velké Británii a Finsku.

## Seznam skladeb
Všechny skladby napsal(i) Tobias Sammet, není-li uvedeno jinak. 
| Pořadí         | Název                              | Délka |
| -------------- | ---------------------------------- | ----- |
| 1.             | Robin Hood                         | 8:24  |
| 2.             | Nobody's Hero                      | 4:31  |
| 3.             | Rock of Cashel                     | 6:18  |
| 4.             | Pandora's Box                      | 6:45  |
| 5.             | Breathe                            | 5:03  |
| 6.             | Two Out of Seven                   | 4:27  |
| 7.             | Faces in the Darkness              | 5:22  |
| 8.             | The Arcane Guild                   | 4:58  |
| 9.             | Fire on the Downline               | 5:47  |
| 10.            | Behind the Gates to Midnight World | 8:56  |
| 11.            | Every Night Without You            | 4:52  |
| Celková délka: | Celková délka:                     | 65:34 |

| Bonusové CD (pouze speciální a limitovaná edice alba) | Bonusové CD (pouze speciální a limitovaná edice alba) | Bonusové CD (pouze speciální a limitovaná edice alba) | Bonusové CD (pouze speciální a limitovaná edice alba) |
| Pořadí                                                | Název                                                 | Autor                                                 | Délka                                                 |
| ----------------------------------------------------- | ----------------------------------------------------- | ----------------------------------------------------- | ----------------------------------------------------- |
| 1.                                                    | God Fallen Silent                                     | Jens Ludwig                                           | 5:04                                                  |
| 2.                                                    | Aleister Crowley Memorial Boogie                      |                                                       | 4:34                                                  |
| 3.                                                    | Cum on Feel the Noize (Slade cover)                   | Noddy Holder, Jim Lea                                 | 3:53                                                  |
| 4.                                                    | Standing in the Rain                                  |                                                       | 4:02                                                  |
| 5.                                                    | Robin Hood (singl verze)                              |                                                       | 4:54                                                  |
| 6.                                                    | Two Out of Seven (singl verze)                        |                                                       | 3:39                                                  |

## Obsazení
- Tobias Sammet – zpěv, klávesy
- Jens Ludwig – hlavní kytara
- Dirk Sauer – rytmická kytara
- Tobias Exxel – baskytara
- Felix Bohnke – bicí

Hosté
- Michael Rodenberg – klaviatura
- Simon Oberender – Hammondovy varhany
- Cloudy Yang, Gracia Sposito, Thomas Rettke, Oliver Hartmann – doprovodný zpěv